# Roberto Lawrence
San Roberto Lawrence († 4 de mayo de 1535) fue uno de los Cuarenta Mártires de Inglaterra y Gales. Después de hacerse monje cartujo, fue prior de la Cartuja de Beauvale en Nottinghamshire, en el momento en que el rey Enrique VIII de Inglaterra declaró el cisma con la Iglesia Católica y la disolución de los monasterios. Junto a San Juan Houghton fue a ver a Thomas Cromwell, quien los arrestó y encerró en la Torre de Londres. Posteriormente ambos rehusaron firmar el Acta de Supremacía, y fueron ahorcados y descuartizados en Tyburn, siendo los primeros mártires cartujos en Inglaterra. Fue beatificado en 1886, y canonizado en 1970 por el papa Pablo VI.